# Empis quadrilineata
Empis quadrilineata är en tvåvingeart som beskrevs av Gmelin 1790. Empis quadrilineata ingår i släktet Empis och familjen dansflugor. Inga underarter finns listade i Catalogue of Life.